# Angles (album)
Pour les articles homonymes, voir Angles.
Albums de The Strokes
First Impressions of Earth
(2006) Comedown Machine
(2013)
Singles
1. Under Cover of Darkness
Sortie : 9 février 2011 en téléchargement légal
2. Taken for a Fool
Sortie : 1er juillet 2011

Angles est le quatrième album studio du groupe de rock américain The Strokes, sorti le 21 mars 2011 en Europe, sur le label Rough Trade Records, et un jour plus tard en Amérique, sur le label RCA.

## Genèse
Après la tournée de leur troisième album First Impressions of Earth et la sortie du premier album solo d'Albert Hammond Jr. (Yours to Keep), le guitariste refuse de travailler avec le groupe sur un nouvel album. Il souhaite sortir un second album solo, le futur ¿Cómo Te Llama?. Pourtant, selon l'autre guitariste Nick Valensi, les autres membres sont tous prêts à enregistrer, même le chanteur Julian Casablancas. Albert Hammond Jr. ne se sent « plus vraiment comme un membre du groupe » et ses graves problèmes de drogues lui font « toucher le fond ». Ce refus d'Albert Hammond Jr. met le leader du groupe en colère et crée des tensions au sein de la formation.
Selon Nikolai Fraiture, c'est Julian Casablancas qui a besoin de faire une pause. Le chanteur du groupe a en effet des soucis avec l'alcool qui ternissent ses relations avec les autres membres du groupe. Il considère également qu'il est celui du groupe qui travaille le plus: « Je prenais en charge une grosse partie du boulot ». Ils conviennent donc d'une pause durant laquelle chacun s'adonne à des projets parallèles: Albert sort son deuxième album en 2008, Fabrizio Moretti, le batteur, fonde le groupe Little Joy auquel Nick Valensi collabore en jouant à la batterie, Nikolai Fraiture sort un album solo sous le pseudonyme de Nickel Eye et Julian Casablancas collabore notamment avec les Queens of the Stone Age sur le morceau Sick, Sick, Sick.
Après ces escapades extra-groupe, la formation new-yorkaise au complet se remet au travail entre janvier et août 2009 mais Julian Casablancas annonce aux autres membres du groupe qu'il veut sortir son album solo, projet qu'il avait tenu secret. Début novembre 2009, Phrazes for the Young sort et le chanteur enchaîne sur une tournée. Il propose aux autres membres d'aller en studio et d'enregistrer sans lui pendant la durée de sa tournée, lui enregistrera les voix séparément plus tard. Cependant, Albert Hammond Jr. est en cure de désintoxication depuis le mois de septembre et jusqu'en décembre 2009.

## Enregistrement
Le travail en studio commence donc en janvier 2010 et les premières sessions d'enregistrement se déroulent sous la houlette de Joe Chiccarelli (en), déjà producteur pour My Morning Jacket ou The Shins, à Manhattan. Au début du mois de février, le groupe diffuse sur Internet une vidéo les montrant en studio sans Julian Casablancas. Dans la foulée, le batteur du groupe, Fabrizio Moretti annonce à la BBC que l'album devrait sortir en septembre, annonce confirmée par Julian Casablancas un mois plus tard dans une interview au Chicago Tribune. Mais rapidement, la sortie prévue de l'album est décalée à l'année 2011. La collaboration avec Joe Chiccarelli s'avère mauvaise et le groupe préfère mettre fin à leur collaboration. La formation reprend l'enregistrement de l'album à zéro dans le studio d'Albert Hammond Jr. avec la seule aide de leur ingénieur du son Gus Osberg.
En décembre 2010, l'album est terminé mais on apprend que le label du groupe, RCA, aurait supprimé l'album du planning de sortie. L'album pourrait donc ne jamais sortir. Début janvier, Nikolai Fraiture dément cette information et annonce la sortie de l'album en mars. L'album sort enfin le 21 mars 2011, cinq ans après First Impressions of Earth. Albert Hammond Jr. affirme, à la sortie de l'album, au magazine Rock & Folk que la rumeur de rejet du disque par le label n'était « absolument pas » fondée.
Très rapidement après la sortie d’Angles, le groupe annonce son retour en studio pour travailler sur un nouvel album.

## Caractéristiques artistiques

### Thèmes et composition
Avant la sortie de l'album, Nikolai Fraiture révèle que Angles constitue un retour à un « son classique ». Selon lui, l'album se situe musicalement à mi-chemin entre Room on Fire et First Impressions of Earth, les deuxième et troisième albums du groupe. Si les morceaux Under Cover of Darkness, Taken for a Fool et Life Is Simple in the Moonlight rappellent le garage rock des précédents albums du groupe, l'utilisation de synthétiseurs, comme sur le morceau Games, constitue une nouveauté par rapport au « son Strokes ».

### Pochette

La pochette de Angles représente un escalier de Penrose.

La pochette de l'album est une œuvre des années 1960 ou 1970, réalisée par l'artiste belge Guy Pouppez, représentant un escalier de Penrose. Elle est sélectionnée pour le Best Art Vinyl (en) 2011 et termine finalement à la sixième position.
Quelques jours avant la publication de l'artwork officiel, Julian Casablancas publie sur Twitter deux faux visuels en les présentant, l'un après l'autre, comme les pochettes de l'album.

## Réception

### Commerciale
Angles atteint la première place au Top 100 australien et reste classé six semaines. Il s'agit du premier album des Strokes à atteindre cette position en Australie. Aux États-Unis, l'album atteint la quatrième position au Billboard 200 avec 89 000 unités vendues la première semaine. Après être resté classé onze semaines et avoir atteint la troisième position au UK Albums Chart, Angles est certifié disque d'or au Royaume-Uni avec plus de 100 000 exemplaires vendus.
En France, l'album atteint la sixième place dans le Top Album France et reste classé onze semaines.

#### Classements
| Classement musical                 | Meilleure position |
| ---------------------------------- | ------------------ |
| Allemagne (Media Control AG)       | 15                 |
| Australie (ARIA)                   | 1                  |
| Autriche (Ö3 Austria Top 40)       | 9                  |
| Canada (Canadian Albums)           | 4                  |
| Danemark (Tracklisten)             | 18                 |
| Belgique (Flandre Ultratop)        | 18                 |
| Belgique (Wallonie Ultratop)       | 17                 |
| États-Unis (Billboard 200)         | 4                  |
| États-Unis (Alternative Albums)    | 1                  |
| États-Unis (Digital Albums)        | 7                  |
| États-Unis (Top Rock Albums)       | 1                  |
| Finlande (Suomen virallinen lista) | 31                 |
| France (SNEP)                      | 6                  |
| Italie (FIMI)                      | 20                 |
| Mexique (AMPROFON)                 | 5                  |
| Norvège (VG-lista)                 | 15                 |
| Nouvelle-Zélande (RIANZ)           | 6                  |
| Pays-Bas (Mega Album Top 100)      | 23                 |
| Portugal (AFP)                     | 3                  |
| Royaume-Uni (UK Albums Chart)      | 3                  |
| Suède (Sverigetopplistan)          | 21                 |
| Suisse (Schweizer Hitparade)       | 6                  |

| Classement musical                      | Meilleures positions de Under Cover of Darkness | Meilleures positions de Taken for a Fool |
| --------------------------------------- | ----------------------------------------------- | ---------------------------------------- |
| Belgique (Flandre Ultratop 50 Singles)  | 18                                              | *                                        |
| Belgique (Wallonie Ultratop 50 Singles) | 24                                              | *                                        |
| Canada (Alternative Rock),              | 3                                               | 47                                       |
| États-Unis (US Modern Rock)             | 12                                              | 32                                       |
| France (SNEP)                           | 75                                              | *                                        |
| Irlande (IRMA)                          | 46                                              | *                                        |
| Royaume-Uni (UK Singles Chart)          | 47                                              | *                                        |

| Pays        | Ventes    | Certifications |
| ----------- | --------- | -------------- |
| Royaume-Uni | 100 000 + | Or             |

## Pistes
| No  | Titre                            | Auteur                                                                 | Durée |
| --- | -------------------------------- | ---------------------------------------------------------------------- | ----- |
| 1.  | Machu Picchu                     | Julian Casablancas, Nick Valensi                                       | 3:32  |
| 2.  | Under Cover of Darkness (single) | Julian Casablancas, Albert Hammond Jr., Fabrizio Moretti, Nick Valensi | 3:57  |
| 3.  | Two Kinds of Happiness           | Julian Casablancas                                                     | 3:43  |
| 4.  | You're So Right                  | Julian Casablancas, Nikolai Fraiture                                   | 2:33  |
| 5.  | Taken For a Fool (single)        | Julian Casablancas, Fabrizio Moretti, Nick Valensi                     | 3:24  |
| 6.  | Games                            | Julian Casablancas, Albert Hammond Jr., Nick Valensi                   | 3:53  |
| 7.  | Call Me Back                     | Julian Casablancas, Nick Valensi                                       | 3:03  |
| 8.  | Gratisfaction                    | Julian Casablancas, Fabrizio Moretti, Nick Valensi                     | 2:59  |
| 9.  | Metabolism                       | Julian Casablancas, Fabrizio Moretti, Nick Valensi                     | 3:04  |
| 10. | Life is Simple in the Moonlight  | Julian Casablancas                                                     | 4:15  |

Erol Sabadosh a remixé le titre Call Me Back tandis que la face B du single Taken For A Fool est un duo avec Elvis Costello enregistré au Madison Square Garden.

## Crédits
| The Strokes - Julian Casablancas - chant, guitare - Nikolai Fraiture - basse - Albert Hammond Jr. - guitare, chœurs, claviers - Fabrizio Moretti - batterie, percussions - Nick Valensi - guitare, claviers | - Joe Chiccarelli (en) - production - Noah Georgeson (en) - mixage - Justin Gerrish - second ingénieur du son - George Marino - matriçage - Lisa Nanut - design - Gus Oberg - production, premier ingénieur du son - Guy Pouppez - artwork - The Strokes - arrangement, production |